# 12710 Breda
12710 Breda è un asteroide della fascia principale. Scoperto nel 1990, presenta un'orbita caratterizzata da un semiasse maggiore pari a 2,5910670 UA e da un'eccentricità di 0,0625303, inclinata di 8,73708° rispetto all'eclittica.